# Oxyothespis maroccana
Oxyothespis maroccana es una especie de mantis de la familia Mantidae.

## Distribución geográfica
Se encuentra en Marruecos.